# Anagroidea dubia
Anagroidea dubia är en stekelart som först beskrevs av Girault 1913.  Anagroidea dubia ingår i släktet Anagroidea och familjen dvärgsteklar. Inga underarter finns listade i Catalogue of Life.